# Tuyền Châu
Tuyền Châu hay Toàn Châu (tiếng Trung: 泉州; bính âm: Quánzhōu) là một thành phố cảng cấp tỉnh (địa cấp thị) nằm ở bờ bắc của sông Tấn, bên cạnh eo biển Đài Loan, phía nam tỉnh Phúc Kiến, Trung Quốc. Đây là vùng đô thị lớn nhất Phúc Kiến với diện tích  11.245 kilômét vuông (4.342 dặm vuông Anh) và dân số năm 2010 là 8.128.530 người. Thành phố riêng biệt của nó có 6.107.475 người, bao gồm các quận Lý Thành, Phong Trạch, Lạc Giang, Tấn Giang; thành phố cấp huyện Nam An và Thạch Sư; huyện Huệ An và quận Tuyền Châu (Kim Môn) đang nằm dưới quyền kiểm soát của Đài Loan.
Tuyền Châu là cảng lớn của Trung Quốc đối với các thương nhân nước ngoài, những người được biết đến với cái tên Zaiton trong suốt thế kỷ 11 đến thế kỷ 14. Nó đã được cả Marco Polo và Ibn Battuta ghé thăm, những du khách tới đây đều ca ngợi nó là một trong những thành phố thịnh vượng và huy hoàng nhất trên thế giới. Đây là căn cứ hải quân mà chủ yếu từ đó Mông Cổ phát động các cuộc tấn công xâm lược Nhật Bản và Java. Đây cũng là một trung tâm quốc tế của các đền thờ Phật giáo, Ấn Độ giáo, Hồi giáo và Thiên chúa giáo, bao gồm cả nhà thờ Công giáo Rôma và dòng Phan Sinh.  Cuộc nổi loạn Ispah đã dẫn đến một cuộc tàn sát các cộng đồng người nước ngoài của thành phố vào năm 1357. Sự bất ổn về kinh tế, bao gồm cướp biển và cấm biển quá mức của đế quốc đối với nó trong thời Minh, Thanh đã khiến thành phố này suy giảm, hoạt động thương mại với Nhật Bản chuyển sang Ninh Ba và trấn Sạ Phố, còn ngoại thương với các nước khác bị hạn chế ở Quảng Châu. Tuyền Châu đã trở thành một trung tâm buôn lậu thuốc phiện vào thế kỷ 19 nhưng phù sa bồi đắp tại bến cảng đã cản trở hoạt động buôn bán của các tàu lớn.
Do tầm quan trọng của nó đối với hoạt động thương mại hàng hải thời Trung Cổ, cùng với sự pha trộn độc đáo của các tòa nhà tôn giáo và di tích khảo cổ học rộng lớn, thị trấn cổ Tuyền Châu đã được UNESCO công nhận là Di sản thế giới vào năm 2021.

## Tên
Tuyền Châu (còn được gọi là Zayton hoặc Zaiton trong các nguồn lịch sử của Anh và Mỹ) là phiên âm La Mã bính âm của tên tiếng Trung của thành phố泉州, sử dụng cách phát âm của nó trong phương ngữ Quan Thoại . Tên này bắt nguồn từ vị thế trước đây của thành phố là trụ sở của quận Quan (" Mùa xuân ") của hoàng gia Trung Quốc . Ch'üan-chou là bản La tinh hóa cùng tên của Wade-Giles ;  các dạng khác bao gồm Chwanchow-foo ,  Chwan-chau fu ,  Chwanchew ,  Ts'üan-chou ,  Tswanchow-foo ,  Tswanchau ,  T'swan-chau fu ,  Ts'wan-chiu ,  Ts'wan-chow-fu ,  Thsiouan-tchéou-fou ,  và Thsíouan-chéou-fou .  Các cách phiên âm Chuan-chiu ,  Choan-Chiu ,  và Shanju  phản ánh cách phát âm tiếng Phúc Kiến địa phương .
Tên trên Bản đồ bưu chính của thành phố là "Chinchew",  một biến thể của Chincheo , phiên âm tiếng Bồ Đào Nha và tiếng Tây Ban Nha của tên Phúc Kiến địa phương cho Chương Châu ,  cảng Phúc Kiến chính giao thương với Macao và Manila vào thế kỷ 16 và 17 thế kỉ.  Không rõ khi nào và tại sao các thủy thủ Anh lần đầu tiên đặt tên cho Tuyền Châu.
Tên tiếng Ả Rập của nó là Zaiton  hoặc "Zayton"  ( زيتون ), từng phổ biến trong tiếng Anh, có nghĩa là "[Thành phố] Ô-liu " và là một từ của biệt danh Trung Quốc trước đây của Tuyền Châu Citong Cheng có nghĩa là "thành phố cây tung", bắt nguồn từ những con đường có cây tung mang dầu được người cai trị thành phố thế kỷ thứ 10 Liu Congxiao ra lệnh trồng xung quanh thành phố .  Các phiên âm biến thể từ tên tiếng Ả Rập bao gồm Caiton ,  Çaiton ,  Çayton ,  Zaytún ,  Zaitûn ,  Zaitún ,  và Zaitūn .  Từ nguyên của satin bắt nguồn từ "Zaitun". 

## Lịch sử
Tuyền Châu được xây dựng vào năm 718.
Vào thời nhà Tống và nhà Nguyên, Tuyền Châu là một trong những hải cảng lớn nhất thế giới. Nó từng được gọi là điểm xuất phát của Con đường tơ lụa trên biển.

## Phương ngữ
Tiếng Mân Nam (閩南語)

## Hành chính
Địa cấp thị Tuyền Châu quản lý 4 khu, 3 thành phố cấp huyện và 5 huyện.
- Khu:
  - Lý Thành (鯉城)
  - Phong Trạch (丰澤)
  - Lạc Giang (洛江)
  - Tuyền Cảng (泉港)
- Thành phố cấp huyện
  - Thạch Sư (石獅)
  - Tấn Giang (晉江)
  - Nam An (南安)
- Huyện
  - Huệ An (惠安)
  - An Khê (安溪)
  - Vĩnh Xuân (永春)
  - Đức Hóa (德化)
  - Kim Môn (金門) - tranh chấp chủ quyền, thực tế do Trung Hoa Dân quốc quản lý.

## Văn hóa
Tuyền Châu là một trong hai mươi tư thành phố đầu tiên được chính phủ Cộng hòa Nhân dân Trung Hoa công nhận là thành phố văn hóa lịch sử.
Các loại hình văn hóa đáng chú ý tại đây bao gồm:
- Kịch Lê Viên (梨園戯)
- Trình diễn rối tượng gỗ (傀儡戲)
- Kịch Cao Giáp (高甲戯)
- Kịch Đả Thành (打城戯)
- Nhạc cổ điển Nam Quản (南管)
- Vịnh Xuân quyền

Các món ăn đặc trưng của thành phố gồm có bánh ú, hàu ốp lết.
Các di tích lịch sử đáng chú ý bao gồm:
- Thanh Nguyên sơn: Ngọn đồi cao nhất trong thành phố, nơi có tầm nhìn tuyệt vời ra Hồ Tây.
- Công viên Đông Hồ: Là vườn thú nhỏ nằm tại trung tâm thành phố
- Công viên Tây Hồ: Là hồ nước ngọt lớn nhất thành phố
- Phố Trạng Nguyên: Con phố dài khoảng 500 mét, không gian thanh lịch, chủ yếu hoạt động trong lĩnh vực du lịch và thủ công văn hóa.
- Tượng Mani tại Chùa Thảo Am
- Tháp Vạn Thọ
- Tháp Lục Thắng
- Bến tàu Thạch Hồ
- Cầu An Bình
- Miếu Chân Vũ và bến tàu cửa sông
- Cầu Thuận Tế cũ (hay ngày nay là Cầu Lạc Dương)
- Thành phố cổ
- Lăng mộ Hồi giáo
- Tượng Lão Tử
- Cửu Nhật sơn

### Sản phẩm nổi tiếng
- Gốm sứ Đức Hóa (德化瓷器)
- Đá khắc Huệ An (惠安石刻)
- Thiết quan âm An Khê (安溪鐵觀音)

## Các trường đại học cao đẳng
- Đại học Hoa Kiều (quốc lập)
- Học viện Sư phạm Tuyền Châu (công lập)
- Học viện Y Tuyền Châu (công lập)
- Đại học Ngưỡng Ân (tư thục)